# Bothmerstraße 1 (München)

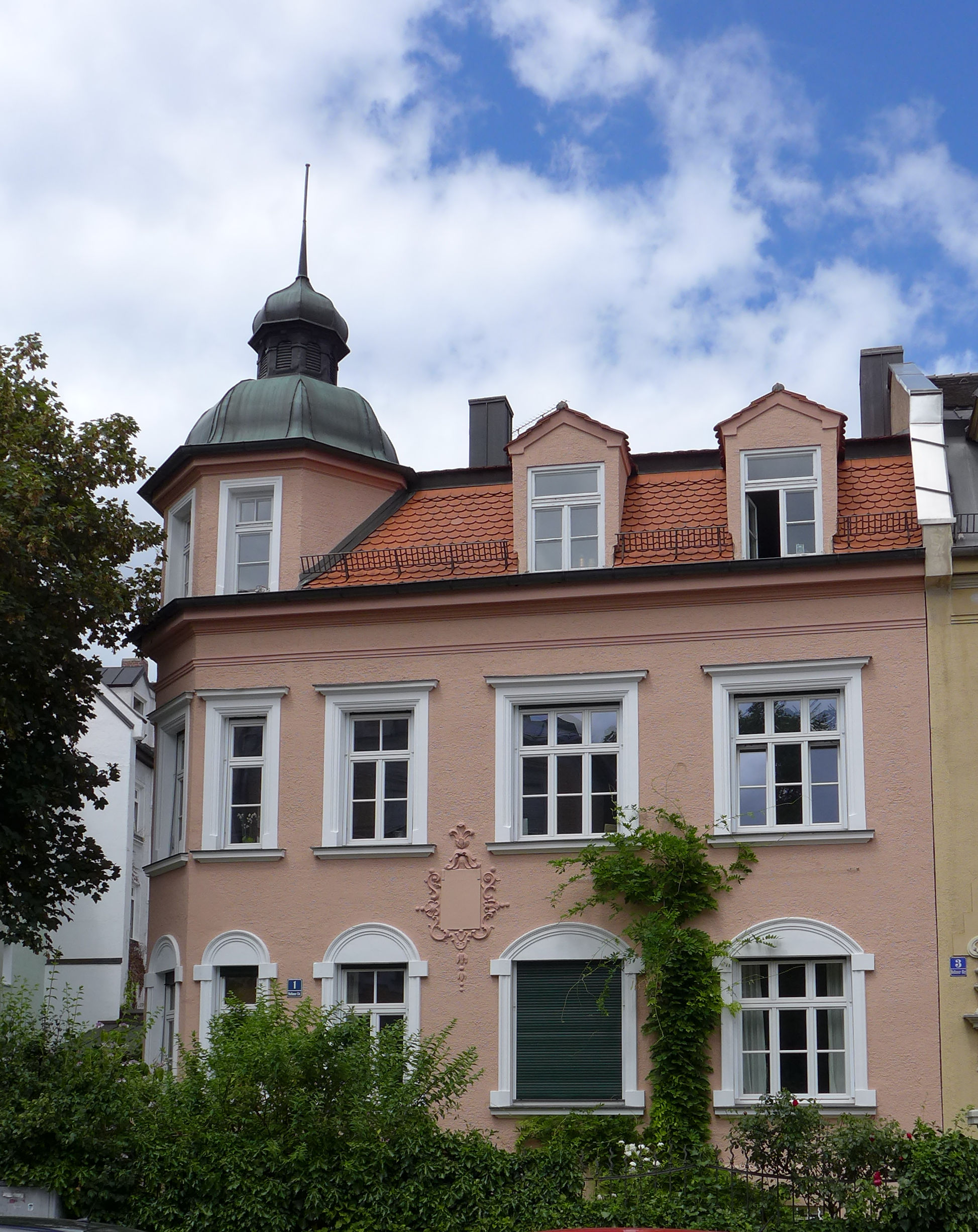
Haus Bothmerstraße 1 in München-Neuhausen

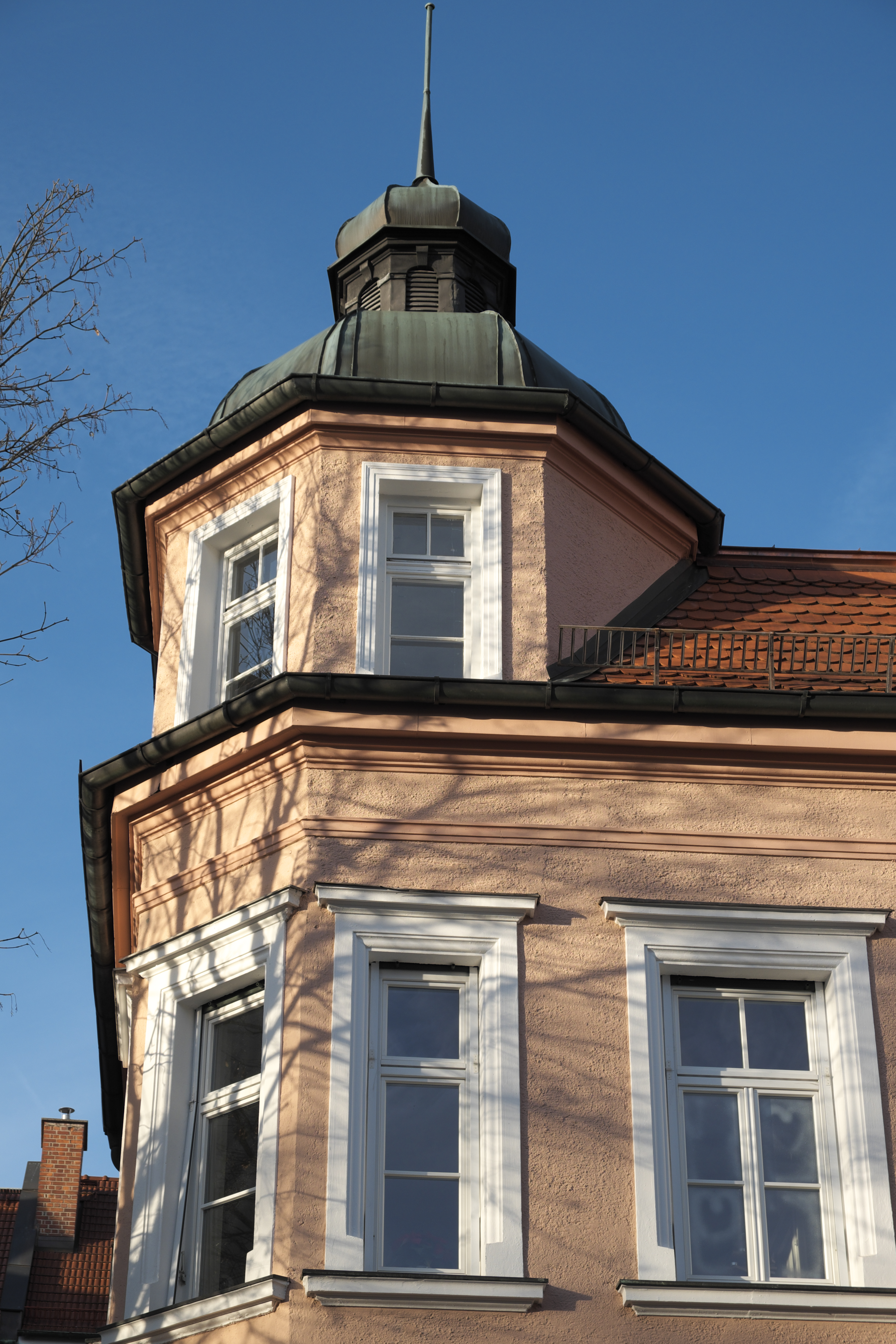
Eckturm

Das Haus Bothmerstraße 1 ist ein denkmalgeschütztes Mietshaus im Münchner Stadtteil Neuhausen.
Das dreigeschossige Haus im Stil der Neurenaissance wurde 1897 von den Gebrüdern Hönig errichtet. Der Eckturm wird von einer Haube mit Dachknauf bekrönt. Die Fassade ist mit Stuckverzierungen geschmückt.